# Wallfahrtskapelle St. Gerebernus (Sonsbeck)
Koordinaten: 51° 36′ 57,3″ N, 6° 22′ 42,2″ O

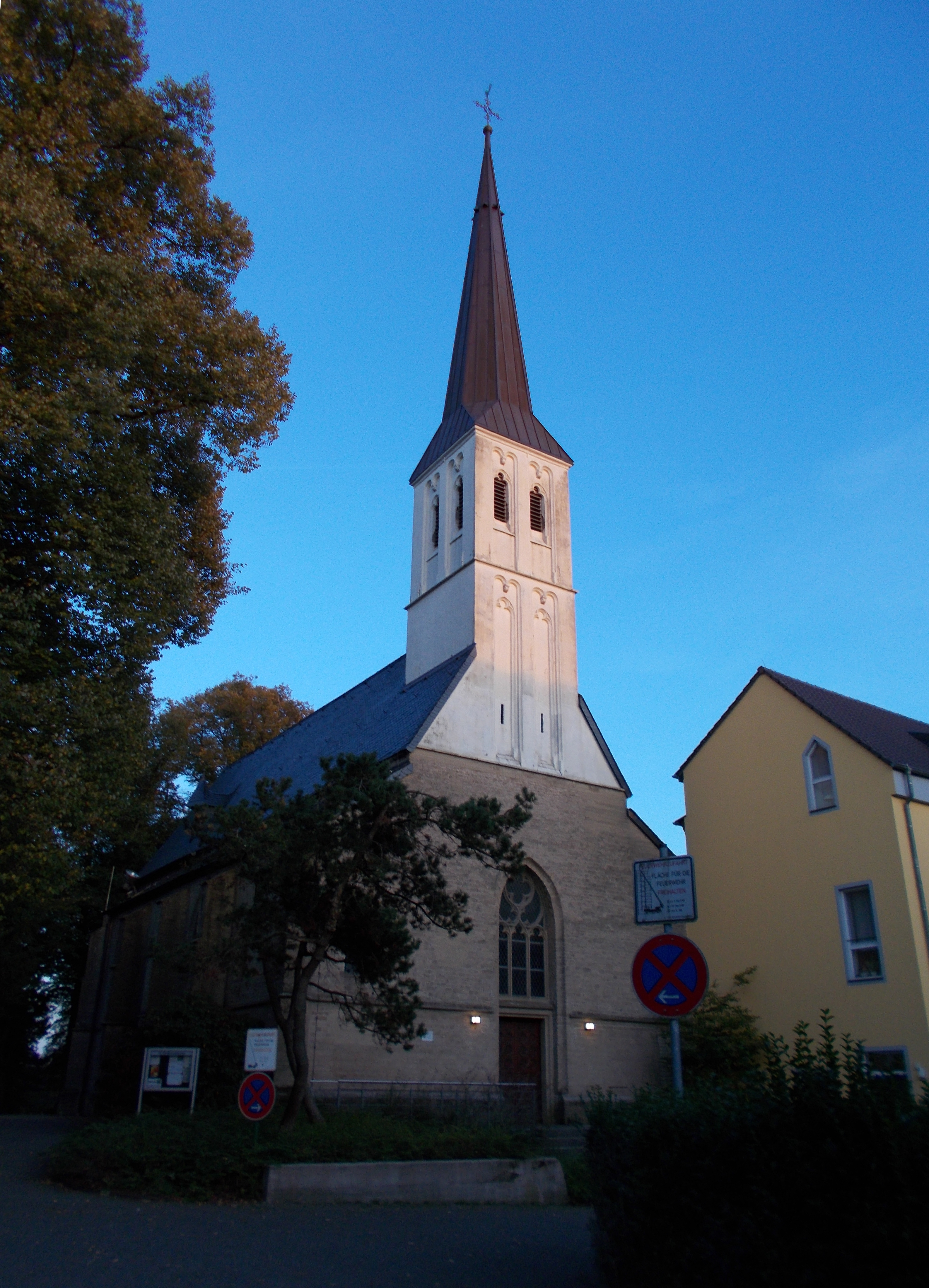
Wallfahrtskapelle St. Gerebernus

Die St.-Gerebernus-Kapelle in Sonsbeck ist ein dreischiffiger, romanisch-gotischer Tuffsteinbau aus dem 15. Jahrhundert. Ihre Ursprünge sind jedoch weit älter und gehen auf eine Hofkapelle der Kölner Erzbischöfe um 900 n. Chr. zurück. Benannt ist sie nach dem irischen Priester und Heiligen Gerebernus, dessen Gebeine dort als Reliquie verehrt wurden. Sie sollen bei Gicht, Lähmung und Epilepsie eine heilkräftigende Wirkung haben. Mit Übernahme des Hofes durch die Grafen und Herzöge von Kleve im 12. Jahrhundert errichtete man den Vorgängerbau der Pseudobasilika. Sie wurde 1203 die erste Pfarrkirche von Sonsbeck.
In der Kapelle befindet sich ein Kriechaltar. Er ist einer von zwei erhaltenen Kriechaltären in Deutschland. Durch den Tunnel im Altarblock schlüpften die Pilger, um Buße zu tun und sich von allerlei Gebrechen und Nervenleiden zu befreien. Im Steinboden sieht man noch die Rillen, die die Pilger mit ihren Holzschuhen hinterlassen haben.
Seit 2007 gehört die kleine Wallfahrtskapelle am Rande der Sonsbecker Schweiz zur katholischen Pfarrgemeinde St. Maria Magdalena Sonsbeck im Bistum Münster.
Sie ist ein Baudenkmal und zählt zusammen mit dem Römerturm und dem Gerebernus-Haus zur Keimzelle des „alten Sonsbeck“.

## Geschichte

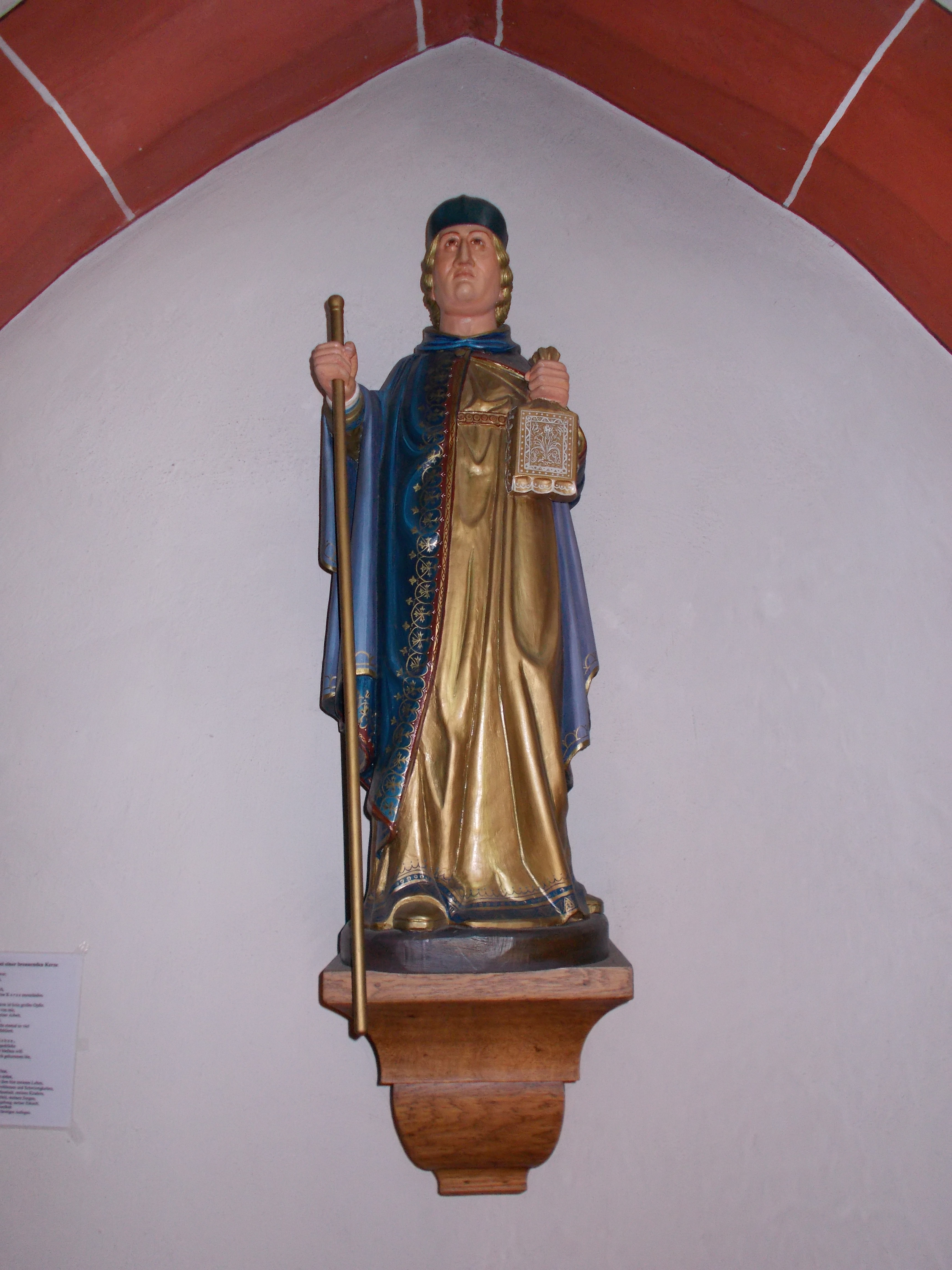
Statue des heiligen Gerebernus

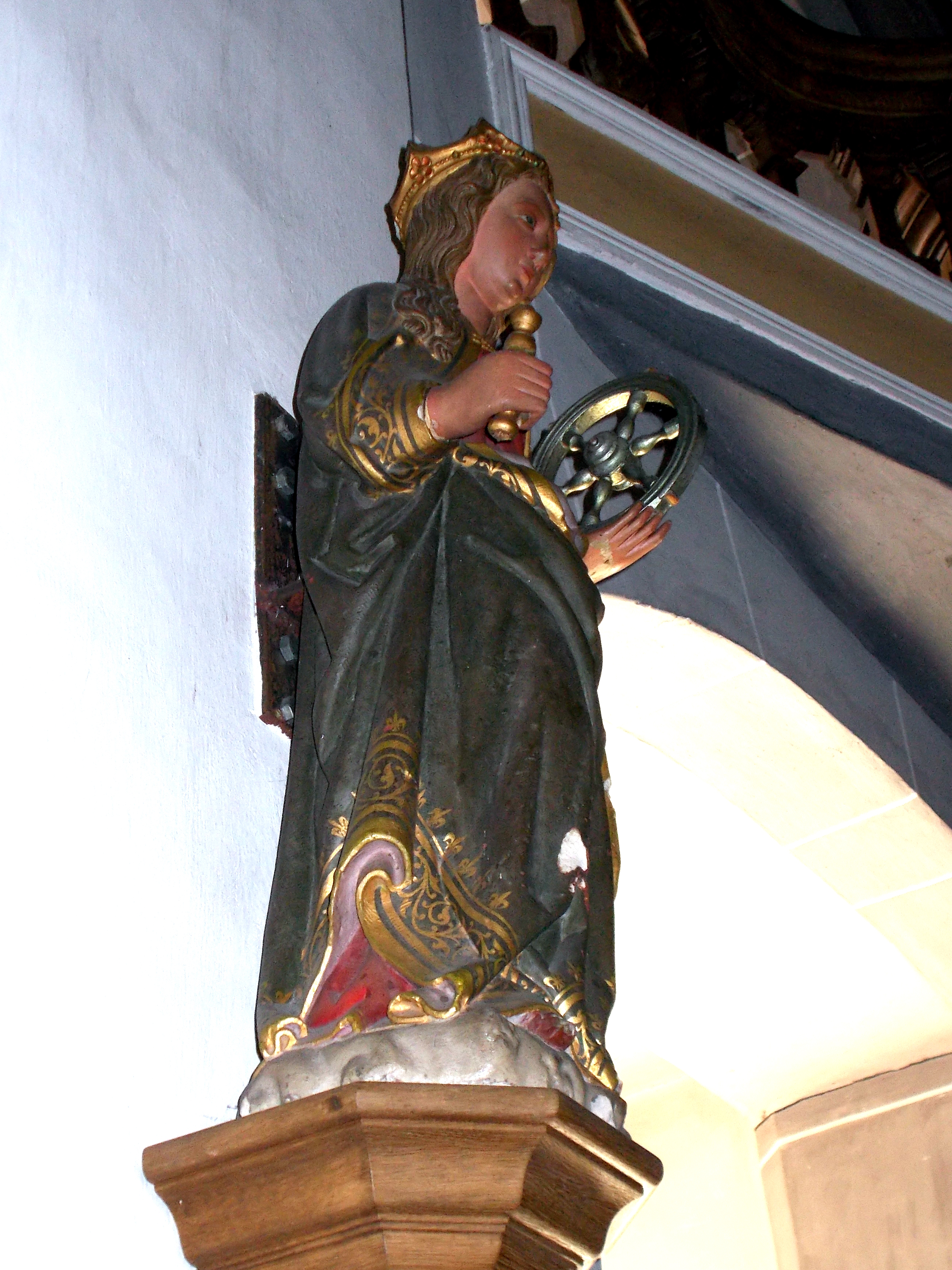
Statue der heiligen Katharina

Laut der mündlich überlieferten Gründungslegende hat die St.-Gerebernus-Kapelle ihre Entstehung zwei Ochsen zu verdanken, welche die Reliquien von Geel in Belgien zur Pfarrkirche nach Xanten bringen sollten. Dem Volksglauben nach war die Entwendung der Gebeine von Heiligen kein Diebstahl, da sie ja nur mitgenommen werden konnten, wenn der Heilige es so wollte. Am Fuße des Hügels zwischen Sonsbeck und Xanten blieben die Zugtiere plötzlich stehen und weigerten sich, den Wagen weiterzuziehen. Als göttliches Zeichen erkannt, wurde zu Ehren des entführten Heiligen an dieser Stelle die erste Kirche erbaut. Der Schrein mit den heilkräftigen Knochen wurde auf einen Altarblock aus Blaustein aufgebahrt und begründete so den Wallfahrtsort.
Als die erste Kapelle etwa 900 n. Chr. erbaut wurde, unterstand das uralte Hofgut mit dem Römerturm noch dem Kölner Erzbischof. Ursprünglich befand sich an dem Ort ein Römerkastell, das die Straße zum Rhein bewachte. Da im Mittelalter Kirchliches und Weltliches stark getrennt wurden, setzte man zur Verwaltung der bischöflichen Besitztümer Adelsfamilien als Vögte ein. Am Niederrhein waren dies die Grafen und Herzöge von Kleve. Trotz der kleinen Hofkapelle im Ort waren die Bürger von Sonsbeck durch Pfarrzwang an die Mutterkirche St. Viktor in Xanten gebunden. Das hieß, dass sie für religiöse Anliegen, den Empfang der Sakramente und den Gottesdienst jedes Mal in die 7,5 km entfernte Nachbarstadt laufen mussten. Besonders in den Wintermonaten war dies aufgrund der Wetter- und Wegebedingungen für Kinder und ältere Gemeindeglieder unmöglich. So ermunterte Graf Dietrich V. 1193 die Sonsbecker, auf dem gräflich-klevischen Hof eine Kapelle zu errichten, und stellte einen Priester ein, der zum Schaden der Xantener Mutterkirche Taufen und Begräbnisse durchführte. Als Folge der Missachtung des Pfarrzwangs, was zugleich den Geldbeutel des Pfarrers schmälerte, wurden die Sonsbecker mehrfach exkommuniziert. Durch Verhandlungsgeschick des Grafen und einen guten Kontakt zum Kölner Erzbischof Adolf I. konnten sie jedoch ebenso oft vom Kirchenbann gelöst werden.
1203 wurde die St.-Gerebernus-Kapelle nach langem Hin und Her die erste Pfarrkirche von Sonsbeck. Sie wurde der heiligen Katharina geweiht, der Schutzpatronin der Grafen von Kleve. Sie gehört damit zu einer der ältesten Katharinen-Kirchen in Deutschland. Die Reliquie des heiligen Gerebernus ging als großzügiges Geschenk an den Erzbischof Adolf I. nach Köln. Von den Bürgern wurde ihre Kirche weiterhin „St. Gerebernus“ genannt und mundartlich zu „St. Gebern“ oder „St. Berem“ verkürzt. Irgendwann wurde mal daraus „St. Bernadus“. Selbst in den päpstlichen Urkunden änderte sich der Name regelmäßig. Bis ins Jahr 1431 wusste niemand so genau, dass die kleine Wallfahrtskapelle eigentlich St. Katharina hieß. Dies fand erstmals wieder Erwähnung, als man der neuen Stadtkirche St. Maria Magdalena die Pfarrrechte abtrat und mit dem Taufrecht den Taufstein übergab. St. Katharina erhielt dadurch jedoch keinen Bedeutungsschwund. Im Gegenteil: Die umliegende Burg wurde für die steigende Zahl der Pilger ausgebaut, und 1478 musste die Wallfahrtskirche zu Ehren des heiligen Gerebernus und der heiligen Dymphna vergrößert werden. Vom alten Gebäude wurden Teile der Mauern und der Turm übernommen. Statt der früheren romanischen Haube erhielt er die acht Meter hohe gotische Turmspitze. Aus dieser Zeit stammt auch der Kriechaltar.
Durch Papst Leo X. wurde die Kapelle wieder offiziell St. Gerebernus genannt und hatte ab 1513 regen Zulauf. Jedem Christgläubigen, der zu gewissen Festtagen nach Sonsbeck pilgerte, um den heiligen Gerebernus anzurufen, wurden besondere Ablässe zugesagt. Hier sollten vor allem „Gichtige, von dem Schlag gerührte und Lahme“ Trost und Hilfe finden. Zugleich konnte der Pilger beim Durchkriechen des Altartunnels seine Sünden wie eine alte Haut abstreifen und mit Gnade des Heiligen von seinen körperlichen Leiden befreit werden. Da Gerebernus der Beichtvater der heiligen Dymphna war, versprachen sich die Gläubigen auch Hilfe bei Geisteskrankheiten und Epilepsie. In der Hoffnung auf Seelenheil und Gottesgnade opferten die Pilger zahlreiche Votivgaben von Armen, Beinen und Leibern aus Wachs, Eisen und edleren Metallen. An der Nordseite des Turmes baute man eine Klausnerhütte um die Gaben entgegenzunehmen, welche dann zum Besten der Kirche verkauft wurden: 1/5 für den Pastor als Rektor der alten Pfarrkirche und 4/5 für kirchliche Zwecke.
Zum Höhepunkt der Wallfahrt kam 1564 mit der päpstlichen Bulle Iniunctum nobis durch Papst Pius IV. der große Rückschlag. Der Handel mit Ablassbriefen wurde abgeschafft und mit Exkommunikation bestraft. Durch die fehlenden Einkünfte musste 1605 für Instandsetzungsarbeiten Geld von der Heilig-Geist-Gilde in Xanten geliehen werden, nachdem ein Blitzeinschlag den Glockenturm ausgebrannt hatte. Erst gegen 1700 kam der Brauch des Pilgerns zu Wallfahrtsorten wieder auf. Bis 1945 war Sonsbeck ein gut besuchter Wallfahrtsort. Vom Bußeifer der Gläubigen zeugt die Doppelrille rund um dem Kriechaltar.
Die Gerebernus-Kapelle wird hauptsächlich von Einzelpilgern und kleineren Gruppen besucht. Die Gerebernus-Prozession, die immer am Sonntag nach dem 13. Juli stattfindet, hat sich jedoch bis in unsere Zeit erhalten.

## Gebäude
Die ehemalige Pfarr- und Wallfahrtskirche ist eine spätgotische Pseudobasilika mit einem romanischen Turm und einer acht Meter hohen gotischen Turmspitze. Sie entstand durch Erweiterung der alten Katharinen-Kirche von 1193, von der beim Neubau Teile des alten Gebäudes übernommen wurden. Der dreischiffige Tuffsteinbau von 1478 hat eine Grundfläche von 21,50 m Länge und 12 m Breite. Er steht in Ost-West-Richtung. Der Tuffstein für den Kirchenbau stammt aus Andernach und kam über den Rhein nach Xanten und bis nach Sonsbeck.
Das Innere der kleinen Wallfahrtskapelle beeindruckt durch seine Architektur. Mittelschiff und Seitenschiffe haben Netzgewölbe. Drei Säulenpaare mit runden Basen und abschließendem Rundstab tragen das Gewölbe. Die Gewölberippen setzen sich bis in das obere Drittel der Säulen fort und enden in Kopfkonsolen. An den Säulen sind schmiedeeiserne Kerzenleuchter angebracht. An ihnen hängen Votivfältchen der Sonsbecker Bauernschaften und der Prozession aus Hüls. Von der Decke hängen Kronleuchter. Die Kirchenbänke bieten Platz für 60 Besucher. Den Altarbereich im Chor trennt ein auf Säulen stehender Gurtbogen vom Laienraum. Eine Inschrift am Chorstrebepfeiler weist auf das Jahr der Einweihung hin. Rechts vom Chor schließt sich nach Süden die Sakristei an. In den Gewölben sind Reste der über 200 Jahre alten Deckenmalerei zu erkennen. Der Boden ist mit Namurer Blaustein gefliest. Die spätgotischen Fenster im Mittelschiff sind dreibahnig, die im Chor zweibahnig. Die Klausnerhütte in der Nord-West-Ecke der Kapelle existiert heute nicht mehr. Dort, wo sie stand, sind drei kleine Fenster angebracht.
Im Glockenturm der Wallfahrtskapelle hängen vier Glocken. 1942 wurden zwei Glocken aus Bronze für Kriegszwecke abgeliefert; von diesen kehrte 1950 eine zurück. Die älteste wurde 1500 gegossen; die jüngste ist aus dem Jahr 1964:
- „1500“ (Ohne Inschrift)
- „1599 TILLMANN ME FECIT. Jesus waket, den ghyvweet noch Dagh, noch Uhr.“
- „F. LAUR. SCHNUCK. PAT. SIMON HELLING. ME FEC:. TOT CALCAR A. MDCXXIX. JESUS MARIA NOMEN MEUM 1629“.
- „St. GEREBERNUS HELFER DER KRANKEN GESTIFTET HANS HÜSKEN 1964“

Baulich wurde an der Gerebernus-Kapelle nur wenig verändert. Zu erkennen sind die Reparaturarbeiten des Glockenturms von 1605. Den Zweiten Weltkrieg überstand das Gebäude ohne größere Schäden. Nur die Fenster mussten erneuert werden. 1953 wurde die historische Eingangstür ausgewechselt.

## Ausstattung

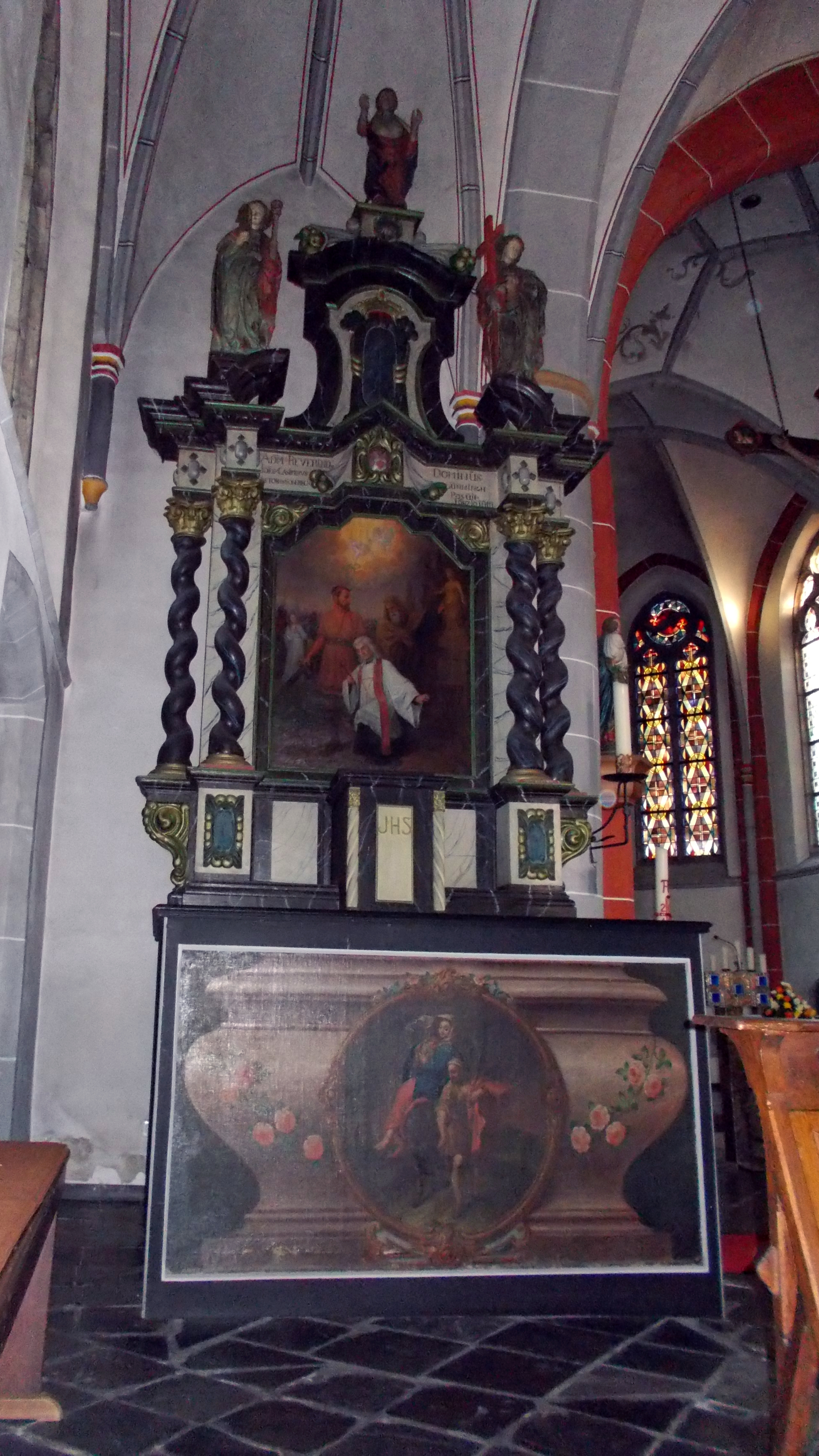
Kriechaltar mit Barockretabel von 1787

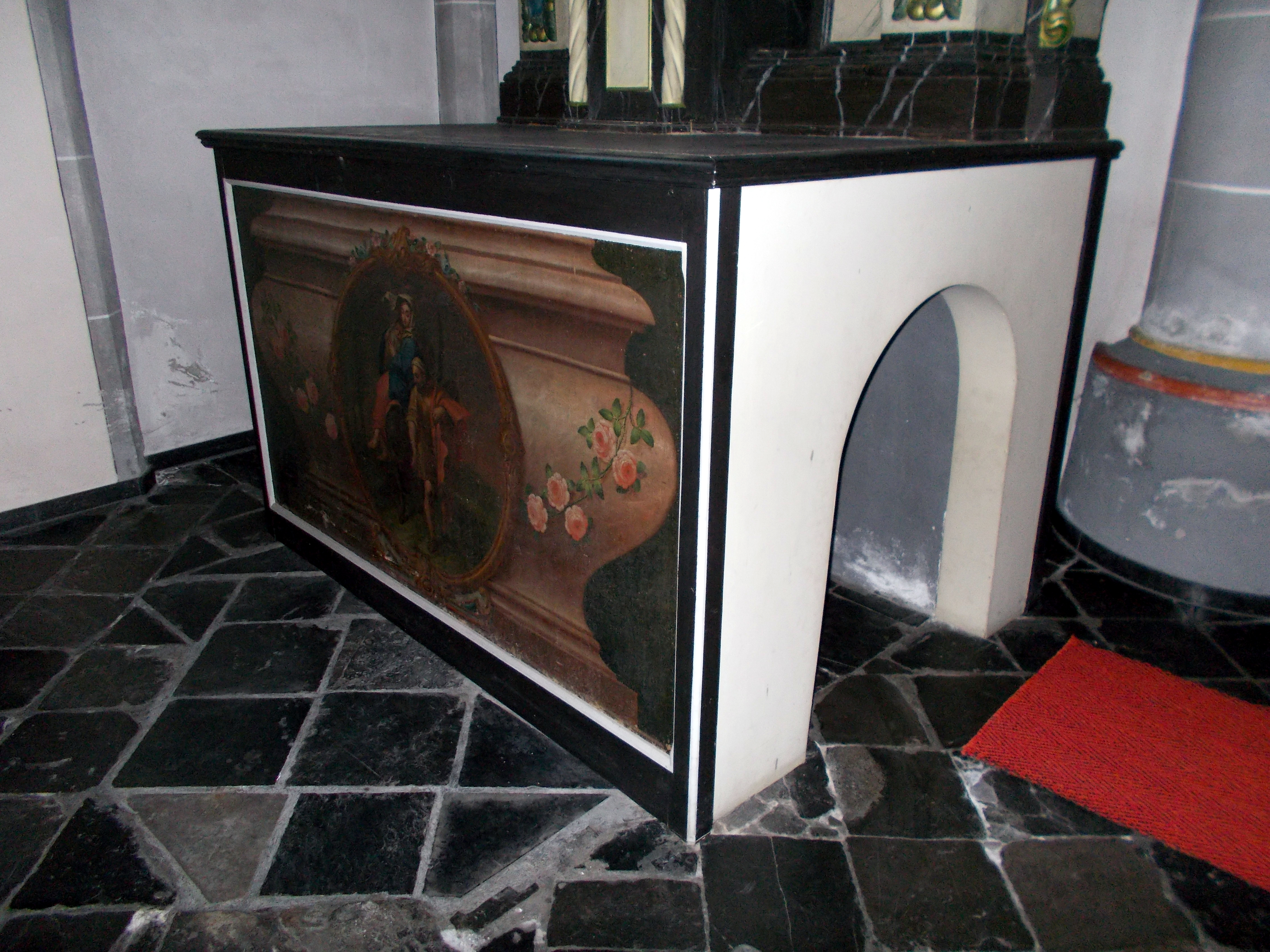
Unterbau des Kriechaltars von 1478 mit Tunnel

Als gut besuchter Wallfahrtsort erhielt die Gerebernus-Kapelle durch die Pilger zahlreiche Gaben, die auch in der Innenausstattung Platz fanden. Viele der Kirchenschätze sind jedoch durch zahlreiche Kriege, Besatzung durch spanische und französische Truppen sowie in der Zeit der Säkularisation verloren gegangen. Dennoch gibt es noch zahlreiche Kunstwerke, die kulturhistorisch von Bedeutung sind:

### Hochaltar
Der neugotische Hochaltar im Stil von Ferdinand Langenberg ist von 1895. Er entstand nach einer Vorlage des Bildhauers Heinrich Fleige. Die farbig eingefasste Arbeit zeigt in der Mitte ein Vesperbild, in den Seitenfeldern Szenen der Kreuztragung und der Grablegung. Wie der frühere Hochaltar aussah, ist nicht überliefert. Er ist ebenso wie der Marienaltar verschollen.

### Kriechaltar
Wohl einzigartig in Nordrhein-Westfalen ist der im nördlichen Seitenschiff aufgestellte Kriechaltar. Das Barockretabel wurde 1787 auf dem Unterbau des Kriechaltars von 1478 errichtet. Das Hintergrundgemälde zeigt die Hinrichtung des Gerebernus durch den irischen Stammesfürsten. Zur Seite des Altarblattes sind je zwei gewundene Säulen mit runden Basen und Blattkapitellen angeordnet. Über dem flachen Schlussbogen steht die heilige Dymphna mit erhobenen Händen und bekundet den Sieg über den Teufel. Rechts und links auf den Giebelenden, etwas unterhalb von ihr, sind Engel mit Leidenswerkzeugen der Passion Christi aufgestellt. Das Bild auf dem Altarblock stellt die Flucht nach Ägypten dar. Im 1,80 Meter breiten Altarblock aus Namurer Blaustein befindet sich ein 98 cm hoher und 78 cm breiter Tunnel unterhalb des Altartisches. Als Bußübung musste er kriechend passiert werden.
Der aus dem Heidnischen stammende Durchschlupfbrauch, das sogenannte Bögeln, soll beim Durchzwängen durch ein natürliches oder künstliches Felsenloch unheilvolle Einflüsse abstreifen, die Geburt erleichtern und gegen Kreuzschmerzen helfen. Er war vor allem im süddeutschen und österreichischen Raum verbreitet und wurde von der katholischen Kirche als Teil der Heiligenverehrung übernommen. Je nach Patron kamen noch weitere Heilwirkungen hinzu. Gerebernus als Beichtvater der Dymphna galt besonders hilfreich bei Rheuma, Epilepsie und Irrsinn.
Neben dem Kriechaltar in Sonsbeck ist in Deutschland noch ein weiterer Kriechaltar erhalten. Er befindet sich in der Wallfahrtskirche St. Korona in Koppenwall. Möglichkeiten für Schlupfwallfahrten gibt es jedoch weit aus mehr und sind weltweit zu finden. Meist zwängt man sich durch Felsen, niedrige Türen oder unter Hochgräbern hindurch.

### Weitere Kunstwerke
- Das Triumphkreuz stammt von einem unbekannten Künstler aus dem 15. Jahrhundert. Der Gekreuzigte ist fast lebensgroß und sehr detailreich gestaltet. An den Balkenenden befinden sich wappenähnliche Felder, in denen die vier Evangelisten abgebildet sind.
- Die heilige Katharina am Eingang ist eine farbig bemalte Sandsteinskulptur und entstand um 1500. Sie hat eine Höhe von 80 cm und gilt als Patronin der Vorgängerkirche.
- Auf der anderen Seite des Eingangs befindet sich ein Standbild der heiligen Dymphna. Die 95 cm hohe, farbig bemalte Eichenholzfigur entstammt der Volkskunst des 15. Jahrhunderts. Dymphna wird als vornehme junge Bürgerstochter dargestellt. Der bärtige Mann mit Krone zu ihren Füßen stellt ihren Vater als den besiegten Dämon dar. Die Farbgebung erfolgte im 19. Jahrhundert.
- An der Säule neben dem Kriechaltar steht die 93 cm hohe Figur der Maria mit Kind. Sie ist ebenfalls aus Eichenholz und erhielt bereits des Öfteren einen neuen Farbanstrich.
- Neueren Datums ist die Statue des St. Gerebernus von Mitovan Bekonja. Sie wurde 2005 nach einer Figur aus dem 15. Jahrhundert geschaffen. Sie befindet sich im südlichen Seitenschiff.
- Unter dem Gerbernus wurde 2017 ein steinerner Kerzenhalter in Form eines Schiffchens aufgestellt. Er besteht aus einem Stück Weiberner Tuffstein von der Labbecker Pfarrkirche und steht auf einer Säule aus Eifelbasalt. Laut der Legende flohen die beiden Patrone mit einem Schiff aus ihrem Heimatland und dienen so auch als Symbol für die aktuelle Flüchtlingslage. Die beiden Säulen daneben dienen als Kerzenlagerhalter und Unterlage für das Fürbittenbuch.

## Sonstiges

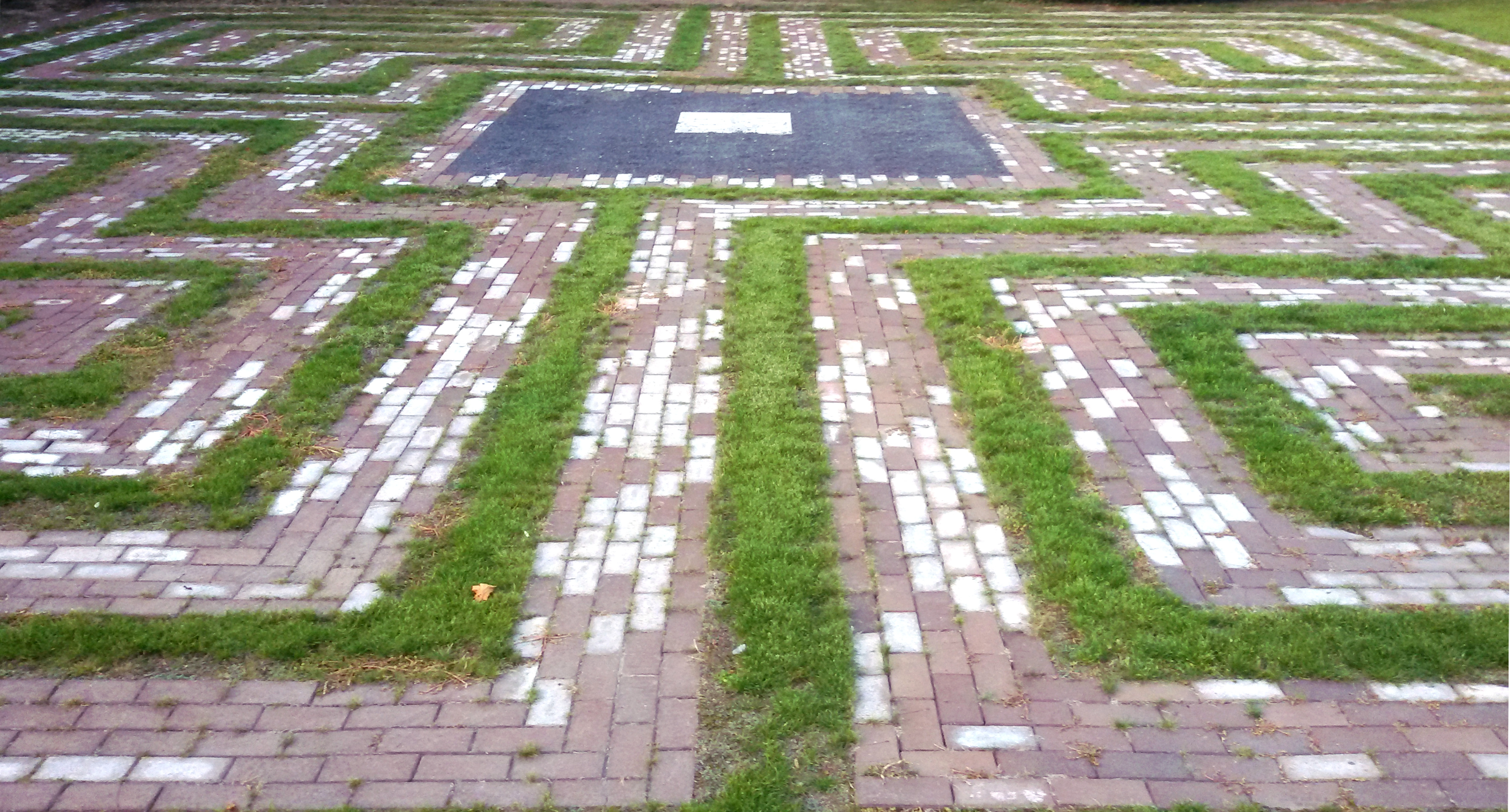
Gerebernus-Labyrinth

Seit 2017 befindet sich am Friedhof der St.-Gerebernus-Kapelle ein begehbares Labyrinth. Es ist von der Art eines römischen Labyrinthes und kann zur Meditation oder als Barfußpfad benutzt werden. Das Ziel ist, dem verschlungenen Weg bis zum Platz in der Mitte zu folgen.